# Riomarinaite
La riomarinaite è un minerale.